# Knox Kershaw Inc.
Knox Kershaw Inc. (Кершо) — американская фирма, специализирующаяся на производстве путевых машин для строительства, текущего содержания и ремонта железнодорожных путей, а также выпускающая разнообразную тяжёлую технику.

## История
В 1924 году Ройс Кершо начал изобретать машины для использования их при строительстве железных дорог. Изобретённая им машина для подсыпки и регулировки балласта существенно удешевила и ускорила ход строительства при улучшении качества. Вторая машина, названная «Cribbing Machine», убирала балласт из-под стрелочных переводов. Изобретение этих машин позволило компании получить выгодные контракты на строительство железных дорог из-за потрясающего удешевления строительства. В 1946 году фирма переориентировала свой бизнес со строительства железных дорог на разработку, производство и продажу путевых машин.
В августе 1983 года компания была переименована в Knox Kershaw Inc.

## Продукция

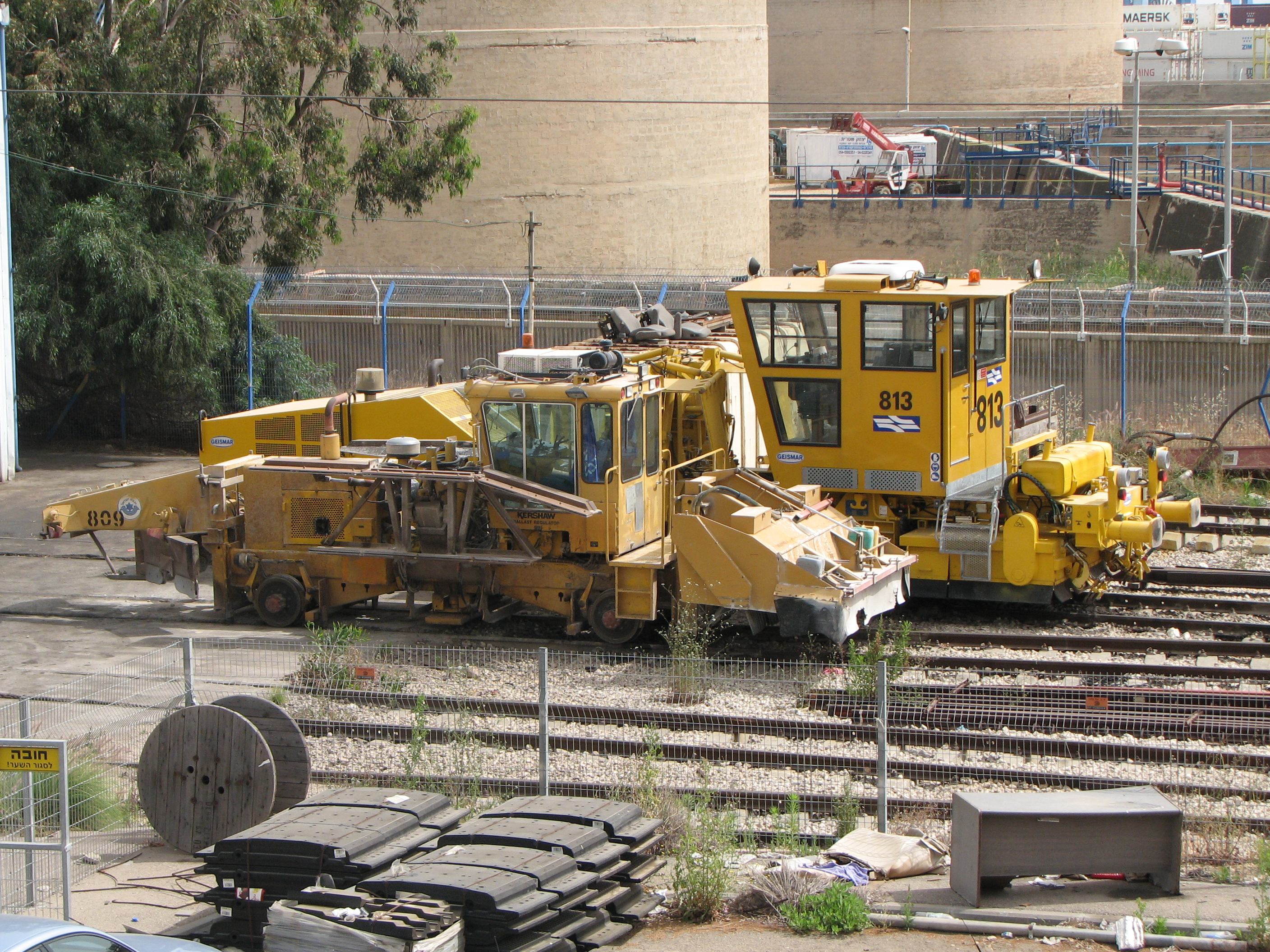
Путевая машина Kershaw №809 в Израиле

Компания производит широкий спектр  путевых машин (более 50 различных моделей):
- щебнеочистительные машины
- железнодорожные краны
- подбивочные и рихтовочные машины
- кусторезы
- снегоочистители
- машины для одиночной замены шпал и рельсов